# Noguera Pallaresa
La Noguera Pallaresa è un fiume della Spagna nordorientale, che nasce nei Pirenei e confluisce nel Segre, affluente dell'Ebro. Scorre nella sua interezza nella provincia di Lleida (Catalogna).

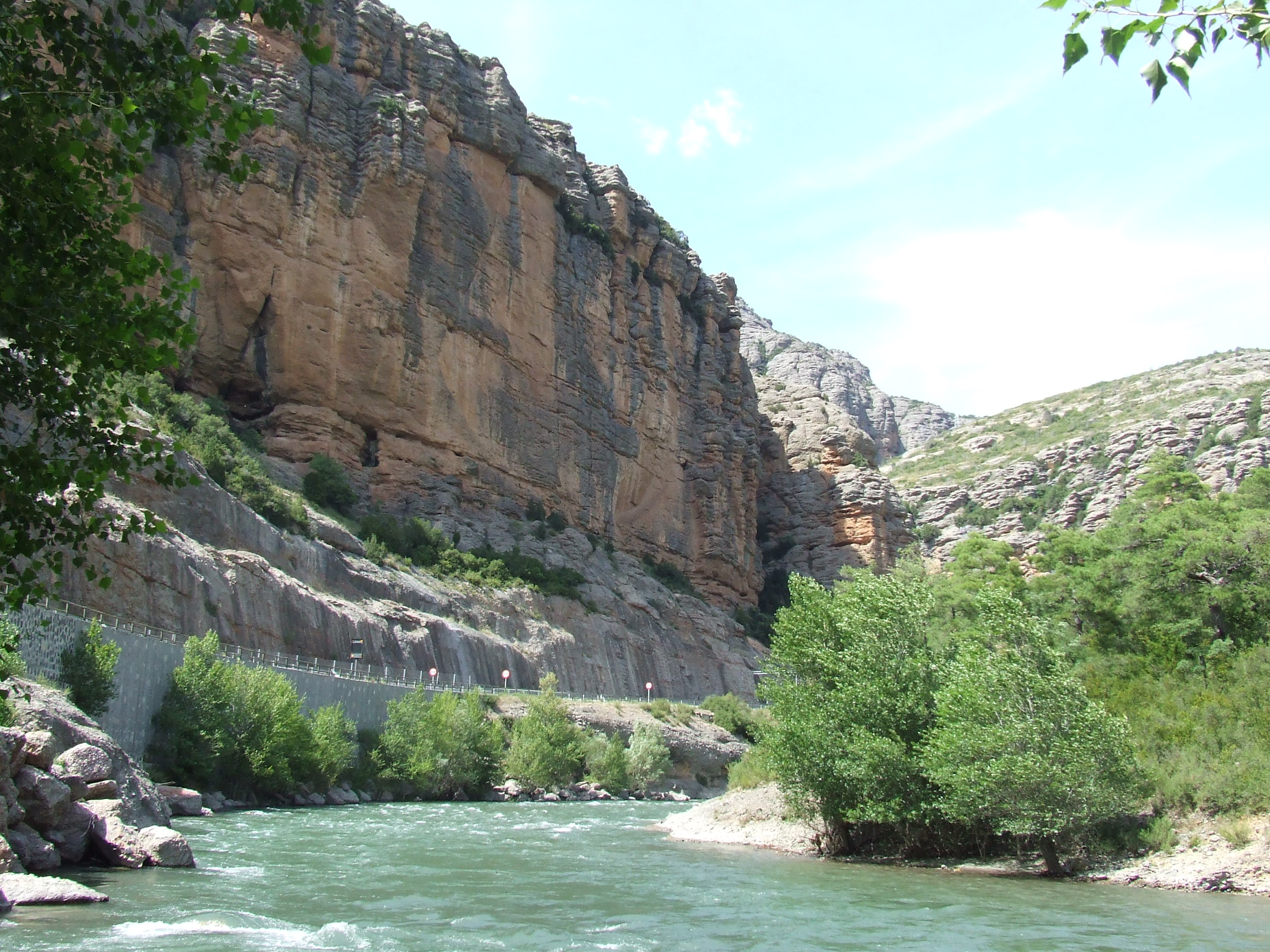
Il fiume entrando nel Pallars Jussà, attraversata la gola di Collegats

## Geografia
Il fiume Noguera Pallaresa nasce a Pla de Beret, in val d'Aran, a pochi metri dalle sorgenti della Garonna. A differenza di questo fiume, che scorre verso l'Oceano Atlantico, la Noguera Pallaresa si dirige verso sud ed attraversa il Pallars, prima il Pallars Sobirà, e dopo aver attraversato la gola di Collegats, il Pallars Jussà. In questo punto riceve l'apporto del Flamisell dopo aver passato La Pobla de Segur. La Noguera Pallaresa è storicamente l'asse di comunicazione principale e intorno a cui si articola la vita di queste comarche. Sbocca nel Segre da destra pochi chilometri dopo aver abbandonato le comarche che le danno nome, per la gola di Terradets, che attraversa la sierra del Montsec, poco prima di arrivare al lago di Camarasa (comarca di Noguera). È lungo 154 chilometri.

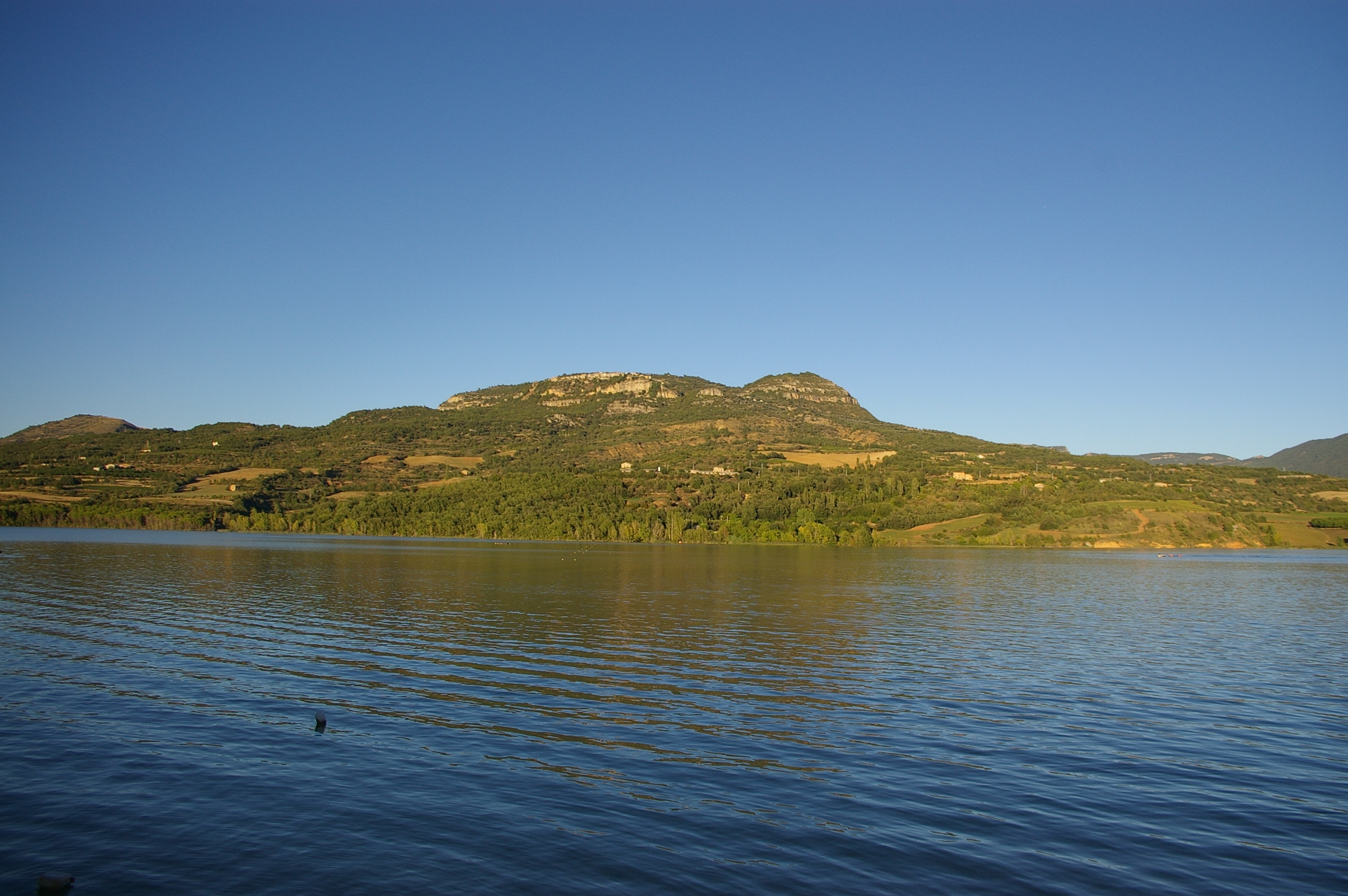
La Noguera Pallaresa a Cellers, nel lago di Terradets

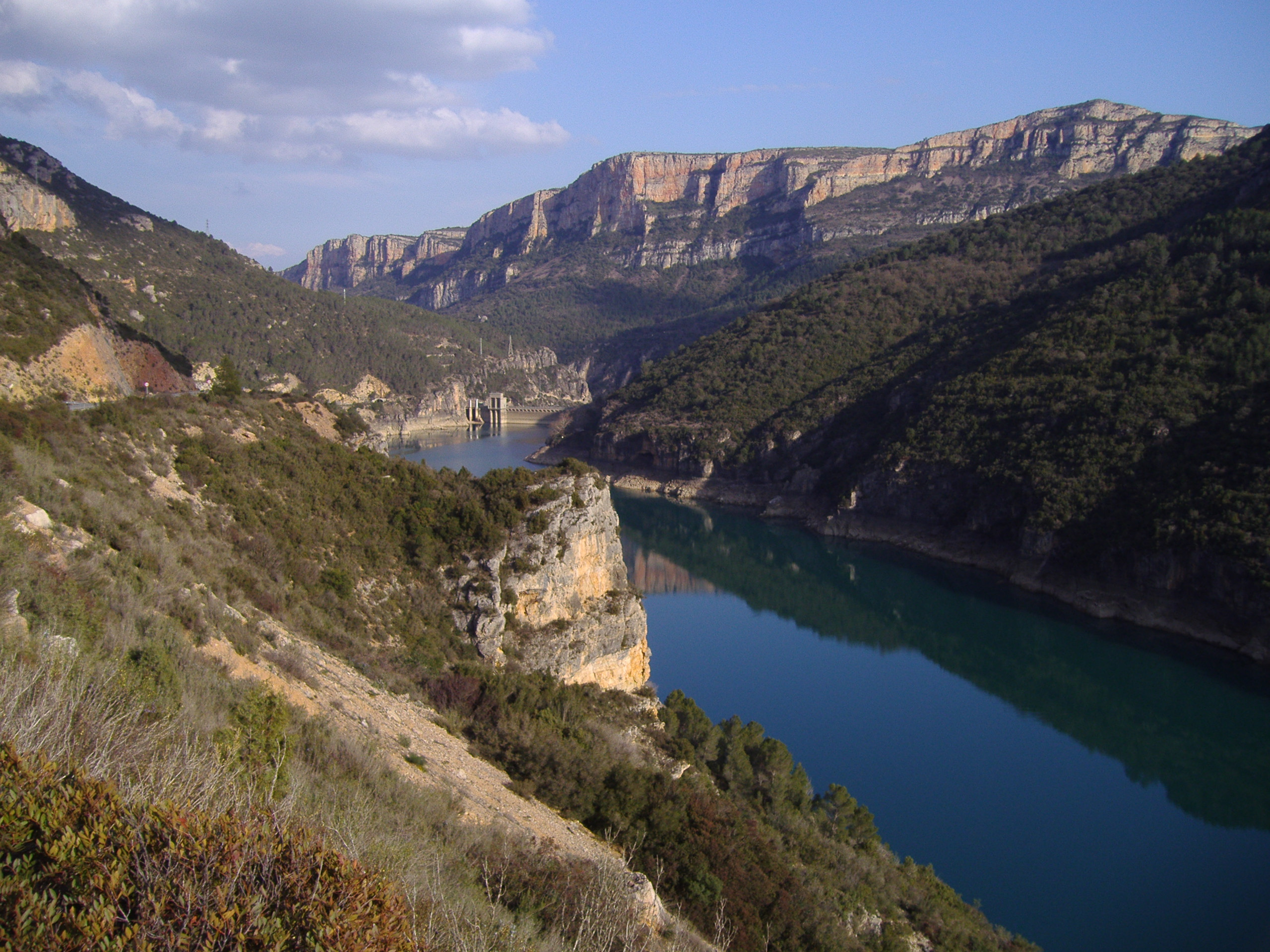
La Noguera Pallaresa nel lago di Camarasa

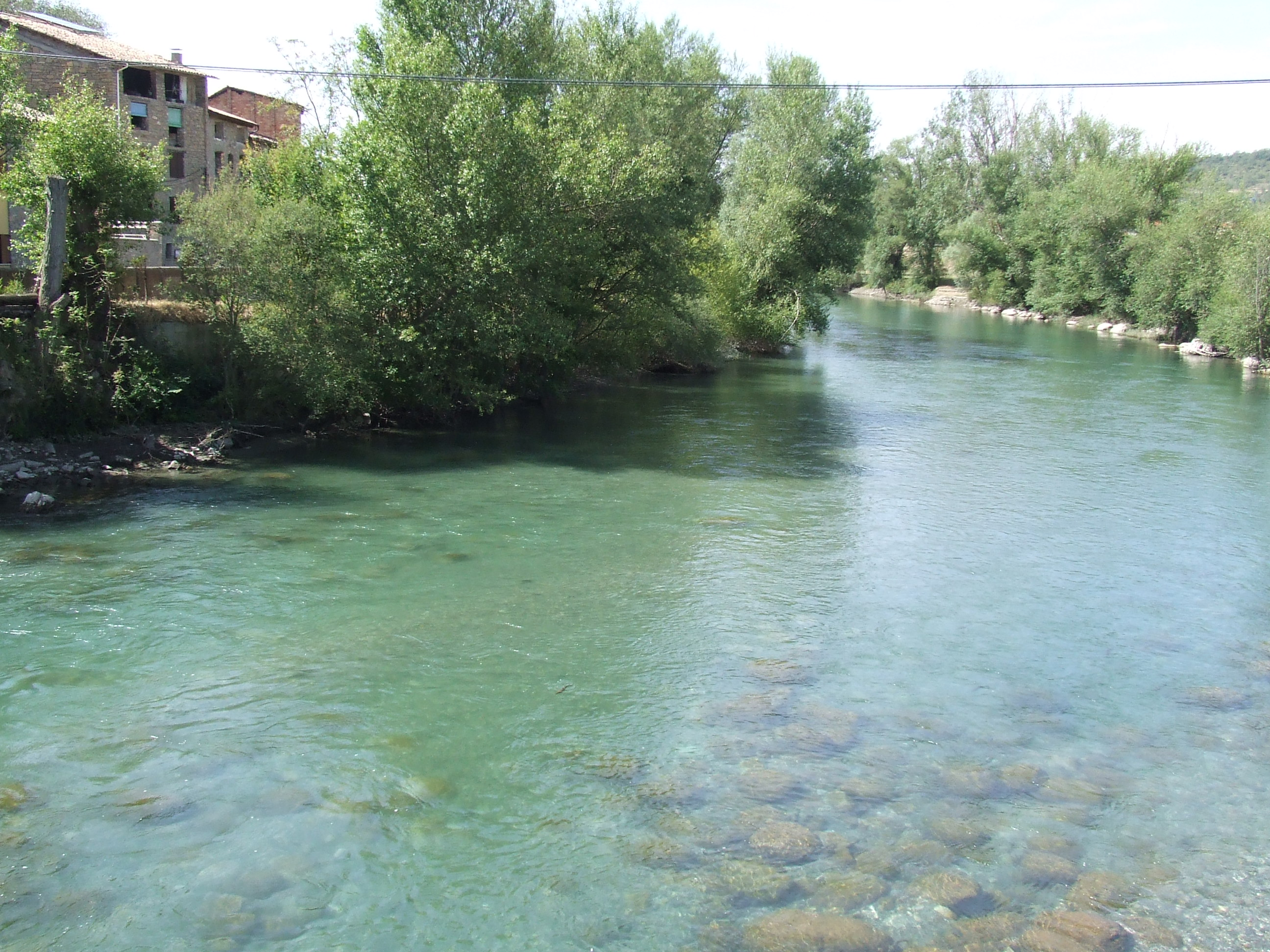
La Noguera Pallaresa, tra El Pont de Claverol (sullo sfondo) e La Pobla de Segur